# トピカ・ゴールデンジャイアンツ (1887年)
トピカ・ゴールデンジャイアンツ (Topeka Golden Giants) とはカンザス州トピカを本拠とした米国マイナーリーグ野球チーム。ウェスタンリーグに所属し、1887年の 1 シーズンのみ存続した。監督（Walt Goldsby、ウォルト・ゴールズビー）の名前をとってゴールズビーのゴールデンジャイアンツ (Goldsby's Golden Giants) とも呼ばれた。
ゴールデンジャイアンツはウェスタンリーグに所属した1年間に、90勝25敗（勝率7割8分5厘）で2位のリンカーン・ツリープランターズに15ゲーム差をつけてリーグ優勝した。1887年4月10日には、当時のワールドシリーズチャンピオンだったセントルイス・ブラウンズ（現カージナルズ）とエキジビションゲームを行い12対9で勝利した。

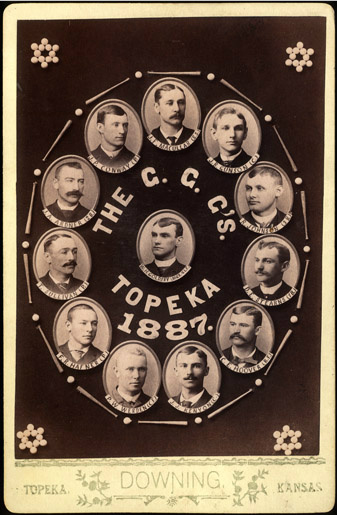
1887 team photo

## 著名な選手
この時代のウェスタンリーグはマイナーリーグに分類されていたが、ゴールデンジャイアンツの選手のほとんどはメジャーリーガーだった。選手兼監督だったウォルト・ゴールズビーも1886年までメジャーリーグでプレー（1888年にはボルチモアオリオールズに復帰）した外野手だった。
一塁手のダン・スターンズはこのシーズンのリーグ最多安打を記録し、ジミー・マカラーは打率で首位を取った。スターンズとマカラーはいずれも1885年にボルチモアオリオールズでプレーしており、1882年にシンシナティレッドストッキングズが優勝したときも同じチームにいた。
他にも多数の選手がメジャー経験を持っていた：外野手のバグ・ホリデイは本塁打王になった。投手であるトム・サリバンはリーグトップの36勝をあげた。ジム・コンウェイ、ジョー・ガンソン、ジョー・アードナー、バスター・フーバーもメジャーリーガーだった。